# L'Unità
L’Unità [luniˈta] (La Unidad en italiano) es un periódico italiano, ligado históricamente al Partido Comunista Italiano y después a sus evoluciones políticas (Partido Democrático de la Izquierda, Demócratas de Izquierda y Partido Democrático). 

## Historia
L’Unità fue fundado por Antonio Gramsci el 12 de febrero de 1924, con el subtítulo Diario de los obreros y los campesinos, como órgano oficial del Partido Comunista Italiano (PCI). Se imprimía en Milán, llegando a una circulación de en torno a 20.000-30.000 ejemplares. El 8 de noviembre de 1925 el periódico fue suspendido por el naciente régimen fascista y definitivamente clausurado tras el atentado fallido contra Benito Mussolini el 31 de octubre de 1926. Una edición clandestina fue publicada el 1 de enero de 1927, con circulación en Milán, Turín, Roma y Francia. La publicación del diario fue oficialmente reanudada tras la liberación de Roma el 6 de junio de 1944. 
Tras la liberación de Italia, en 1945, comenzaron las ediciones locales de L’Unità en Milán, Génova y Turín, la última editada por el filósofo Ludovico Geymonat. Colaboradores habituales del periódico eran Davide Layolo, Ada Gobetti, Cesare Pavese, Italo Calvino, Elio Vittorini, Aldo Tortorella o Paolo Spriano. En el mismo 1945 fue lanzada la Fiesta de L’Unità por parte del PCI. 
En 1957, las ediciones genovesa, milanesa y turinesa fueron unificadas en una edición única para todo el norte de Italia. En 1974 la circulación de L’Unità llegaba a 239.000 copias diarias, pero su número comenzó a decrecer hacia los años 1980, parejo a la crisis del PCI: las 100 millones de copias vendidas en 1981 descendieron a apenas 60 millones en 1982. Massimo d’Alema, futuro primer ministro de Italia, fue director desde 1983 hasta julio de 1990. 
Entre 1989 y 1990 se publicó junto al diario una revista satírica semanal, Cuore (Corazón). En 1991 el subtítulo cambió de Diario del Partido Comunista Italiano a Diario fundado por Antonio Gramsci, con una circulación de cerca de 156.000 ejemplares. Tras la disolución del PCI ese mismo año el periódico pasó a manos de la escisión mayoritaria, el Partido Democrático de la Izquierda. Entre 1992 y 1996, Walter Veltroni, dirigente del PDS, ejerció como director. 
Entre 2000 y 2001 el diario dejó de publicarse, debido a los problemas financieros que padecía. Desde entonces es publicado por una empresa privada, no ligada oficialmente a los Demócratas de Izquierda, aunque su línea editorial sin embargo, sigue firmemente ligada al Partido. 
La circulación diaria del periódico se encontraba, en febrero de 2005, en 62.000 copias.
L'Unita publicó su último ejemplar el 31 de julio de 2014 y desapareció por los problemas financieros de la empresa editora. El 30 de junio de 2015 volvió a los quioscos, publicado por Nuova società Unità con una tirada de 250 000 copias. El 3 de junio de 2017 L'Unità suspendió por segunda vez las publicaciones. El 16 de mayo de 2023 se relanzó por tercera vez como publicación independiente bajo la dirección de Piero Sansonetti.